# 布拉特西基波薩德
48°0′39″N 32°47′28″E / 48.01083°N 32.79111°E
布拉特西基波薩德（烏克蘭語：Братський Посад），是烏克蘭中部的村莊，隸屬基洛夫格勒州的克羅皮夫尼茨基區。該村始建於1879年，面積0.66平方公里，海拔高度146米，人口70，人口密度每平方公里261.1人。